# Sergio Romero Pizarro
Sergio Fernando Romero Pizarro (Santiago, 8 de diciembre de 1938) es un abogado y político chileno, perteneciente al partido Renovación Nacional (RN). Fue subsecretario de Agricultura desde julio de 1976 hasta marzo de 1977, durante la dictadura militar de Augusto Pinochet. Entre 1990 y 2010 se desempeñó como Senador por la Región de Valparaíso (Circunscripción Cordillera), y ejerció dos veces como Presidente del Senado. Durante el primer gobierno del presidente Sebastián Piñera funcionó como embajador de Chile en España y Andorra (2010-2014). Entre 2019 y 2022, ejerció como embajador de Chile en Italia, durante la segunda administración de Piñera.

## Biografía
Nació el 8 de diciembre de 1938, en Santiago de Chile. Sus padres fueron Bernardo Romero y María Luisa Pizarro.
Está casado con Bernardita Guzmán Valdés, con quien tiene cinco hijos. 
Cursó su enseñanza secundaria en el Colegio Hispano Americano de Santiago. Posteriormente ingresó a la Facultad de Derecho de la Pontificia Universidad Católica de Chile (PUC), donde obtuvo el título de abogado, en 1964, con la tesis “Sobre el Seguro Agrícola”.

## Actividades gremiales y empresariales
A partir de 1964, ejerció como abogado y fue jefe del Departamento Jurídico de la Sociedad Nacional de Agricultura (SNA). Al año siguiente, integró la Comisión Asesora Agrícola de la Dirección General del Trabajo. En 1966, representó a los empleadores chilenos ante la VII Conferencia Regional de la Organización Internacional del Trabajo (OIT). Entre 1968 y 1976, asumió la Secretaría General de la Sociedad Nacional de Agricultura (SNA).
Entre 1969 y 1973, fue gerente de la Feria Internacional de Santiago (FISA). Desde 1973 y hasta 1978, y entre 1978 a 1983, fue miembro titular de la Comisión de la Organización Internacional del Trabajo (OIT). Paralelamente, entre 1973 y 1976, ocupó el cargo de director titular del Instituto Chileno de Administración Racional de Empresas (ICARE). Ese último año, entre el 12 de julio y el 3 de febrero, fue designado subsecretario de Agricultura.
Entre 1975 hasta 1976, fue director de DINAC S.A, en representación de Corfo. Ese mismo año, junto a otros empresarios, conformó la empresa Dicom, que vendió en 1997. Entre 1977 y 1983, fue director de la Compañía Industrial (INDUS). A partir de 1978, presidió la Radio de la Sociedad Nacional de Agricultura y fue fundador y presidente de la Radio San Cristóbal FM.
Entre 1981 a 1983 y 1983 a 1985, fue consejero y director de la Sociedad Nacional de Agricultura (SNA). Al mismo tiempo, entre 1983 a 1985, asumió la dirección de Ladeco y de la Asociación de Radiodifusores de Chile. Luego, entre 1987 a 1989, fue vicepresidente de la Sociedad Nacional de Agricultura (SNA). Ese último año, fue vicepresidente de la Confederación de la Producción y el Comercio (CPC).
En su trayectoria, también se destaca su participación en diversas empresas en el ámbito agropecuario, frutícola, inmobiliario y tecnológico.

## Carrera política
Se inició en política al ingresar a la universidad. Entre 1958 y 1961, fue consejero de la Federación de Estudiantes de la Universidad Católica (FEUC) y presidió el Centro de Alumnos de la Facultad de Derecho. En 1960, fue delegado ante la Unión de Federaciones Universitarias Chilenas (UFUCH), en representación de la FEUC.
Durante la dictadura militar de Augusto Pinochet, se desempeñó como subsecretario del Ministerio de Agricultura (Minagri), entre los años 1976 y 1977.
En las elecciones parlamentarias de 1989 fue elegido senador Independiente dentro del pacto Democracia y Progreso por la 5.ª Circunscripción Senatorial Cordillera, Región de Valparaíso, para el periodo 1990-1994. Este periodo legislativo, se caracterizó por la existencia de senadores elegidos por cuatro años en la Primera, Tercera, Quinta, Sexta, Décima, Undécima, Decimocuarta, Decimoquinta y Decimoctava Circunscripción Senatorial y por ocho años, en la Segunda, Cuarta, Séptima, Octava, Novena, Duodécima y Décima Tercera Circunscripción Senatorial. Esto, según el artículo 45, inciso segundo de la Constitución Política de la República y el artículo 16 transitorio de la ley N° 18.700 Orgánica Constitucional de Votaciones Populares y Escrutinios, con el objeto de regularizar la elección del Senado por parcialidades. 
Durante su gestión, integró las comisiones permanentes de Agricultura; de Medio Ambiente y Bienes Nacionales; y fue senador reemplazante en la de Hacienda. Entre 1990 y 1995 fue jefe de la Bancada Parlamentaria de Renovación Nacional (RN).
El 13 de marzo de 1990, ingresó al partido Renovación Nacional (RN). Ese mismo año fue vicepresidente de la colectividad. Hasta 1995, integró la Comisión Política.
En 1991 se opuso en el Senado a la cancelación de la personalidad jurídica de la Colonia Dignidad, utilizado por la DINA como centro clandestino de detención y tortura.
En 1993 fue reelecto Senador por Valparaíso Cordillera (periodo legislativo 1994-2002). Fue Senador reemplazante en la Comisión Permanente de Relaciones Exteriores. Integró la Comisión Permanente de Economía y presidió la de Agricultura. Participó en la Comisión Especial de Desarrollo para la V Región. Entre 1996 y 2001, fue jefe de la Bancada Parlamentaria de su partido.
Entre marzo de 1997 y marzo de 1998, presidió el Senado. Además, integró la Comisión Interparlamentaria Mundial y de la Corporación del Desarrollo de Aconcagua.
En 1998, criticó la detención de Pinochet en Londres a petición de la Justicia española.
En el año 2000, fundó el Foro Interparlamentario de las Américas.
En diciembre de 2001 fue reelecto senador por la Quinta Circunscripción Senatorial Cordillera, Región de Valparaíso, periodo legislativo 2002 a 2010. Integró las comisiones permanentes de Agricultura, y de Régimen Interior. Presidió las comisiones permanentes de Relaciones Exteriores, y de Obras Públicas. Entre los años 2003 a 2004, fue nombrado jefe de comité de la Sala de Senadores de RN.
Entre marzo de 2005 y marzo de 2006 se desempeñó por segunda vez como Presidente del Senado.
En abril de 2004, fue elegido presidente de la III Asamblea Plenaria celebrada en Santiago.
Para las elecciones de diciembre de 2009, decidió no repostularse al Senado.

## Carrera diplomática

### Embajador de Chile en España (2010-2014)
En 2010 fue designado por el presidente de la República, Sebastián Piñera, como embajador de Chile ante el Reino de España y concurrente en Andorra. Durante su misión diplomática fue condecorado por el Gobierno de España con la Orden de Isabel la Católica en grado de Gran Cruz de la Orden al Mérito Civil, con ocasión de la visita oficial del Presidente de Chile a dicho país. Asimismo, fue distinguido en Aragón con la Orden del Mérito de la Guardia Civil.

### Controversias con partidos políticos de izquierda
Dentro de historial político figuran controversias reporteadas por diversas fuentes. Un sumario representativo de su actuación durante la dictadura de Augusto Pinochet en Chile fue expresado en el Palacio del Congreso de los Diputados de Madrid por el diputado Gaspar Llamazares Trigo en Madrid, el día 8 de noviembre de 2010, donde el diputado Llamazares opinó en los siguientes términos:

“- Al momento del golpe militar en Chile (Romero) ocupaba el cargo de presidente de la Sociedad Nacional de Agricultura en dicho país, entidad involucrada directamente en la provocación y gestación del golpe militar (...)
- Desde el inicio de la dictadura se destacó como acérrimo partidario del dictador habiendo, incluso, ocupado el cargo de Subsecretario Secretario (Vice Ministro) de Agricultura mientras en ese gobierno se perseguía, torturaba y asesinaba, entre otros, a campesinos por su militancia sindical y política (...)
- Su apoyo al dictador Pinochet quedó de manifiesto cuando éste fue detenido en Londres por orden del Juez Garzón permitiéndose el entonces senador hoy embajador Romero Pizarro no sólo criticar al poder judicial de España sino, también, a sus instituciones (...)"
- El Embajador de Chile en España, Sergio Romero Pizarro ha puesto de manifiesto su posición política y criticado abiertamente el modelo social y económico imperante tanto en España como en Europa congratulándose, incluso, de los recientes cambios de gobierno producidos en diversos países europeos en un artículo que publicó el pasado 2 de octubre de 2010 en el periódico chileno El Mercurio.” Existen numerosas denuncias similares publicadas en medios de comunicación chilenos y extranjeros.

Diversos sectores de la opinión pública y grupos de izquierda en España reaccionaron para protestar por la presencia del Embajador Romero en el país, llamando a distintas manifestaciones.
El Gobierno español, en cambio, destacó la trayectoria del embajador Romero y defendió el agreement entregado para el desarrollo de su labor diplomática, que concluyó en 2014.

### Embajador de Chile en Italia (2019-2022)
Con fecha 14 de enero de 2019, el presidente de la República, Sebastián Piñera, designó al Embajador Romero como jefe de la Misión Diplomática de Chile en Italia, desempeñándose como Embajador en dicho país hasta 2022, al ser sucedido por Ennio Vivaldi.

## Condecoraciones

### Condecoraciones extranjeras
- Gran Cruz de la Orden del Infante Don Enrique ( Portugal, 15 de julio de 2005),.[12]
- Gran Cruz de la Orden del Mérito Civil ( España, 4 de marzo de 2011).[13]

## Historial electoral

### Elecciones parlamentarias de 1989
- Elecciones parlamentarias de 1989, para la Circunscripción 5, V Región Cordillera[14]

### Elecciones parlamentarias de 1993
- Elecciones parlamentarias de 1993, para la Circunscripción 5, V Región Cordillera[15]

### Elecciones parlamentarias de 2001
- Elecciones parlamentarias de 2001, para la Circunscripción 5, V Región Cordillera [16]